# Saint Vincent i Grenadyny na Mistrzostwach Świata w Lekkoatletyce 2011
Saint Vincent i Grenadyny na Mistrzostwach Świata w Lekkoatletyce 2011 były reprezentowane przez 1 zawodniczkę – Natashę Mayers, która nie stanęła na starcie w biegu na 100 metrów. Sprinter Courtney Carl Williams, choć zgłoszony do mistrzostw, ostatecznie nie pojawił się nawet na listach startowych w swojej konkurencji.

## Wyniki reprezentantów Saint Vincent i Grenadyn

### Kobiety

#### Konkurencje biegowe
| Konkurencja   | Zawodniczka    | Runda 1  | Runda 1 | Runda 2  | Runda 2 | Półfinał | Półfinał | Finał    | Finał   |
| Konkurencja   | Zawodniczka    | Rezultat | Pozycja | Rezultat | Pozycja | Rezultat | Pozycja  | Rezultat | Pozycja |
| ------------- | -------------- | -------- | ------- | -------- | ------- | -------- | -------- | -------- | ------- |
| Bieg na 100 m | Natasha Mayers |          |         | DNS      | DNS     |          |          |          |         |